# Альбондон

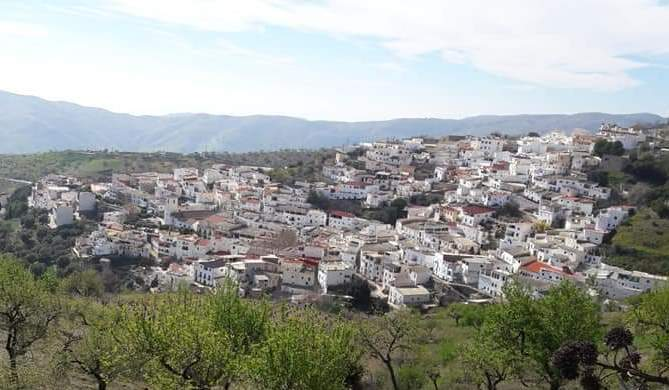

Альбондон (ісп. Albondón) — муніципалітет в Іспанії, у складі автономної спільноти Андалусія, у провінції Гранада. Населення — 883 особи (2010).
Муніципалітет розташований на відстані близько 400 км на південь від Мадрида, 55 км на південний схід від Гранади.
На території муніципалітету розташовані такі населені пункти: (дані про населення за 2010 рік)
- Альбондон: 724 особи
- Лома-дель-Айре: 31 особа
- Лос-Косарес: 59 осіб
- Ель-Кастільйо: 4 особи
- Лос-Варгас: 65 осіб

## Демографія
Динаміка населення (INE ):

## Галерея зображень

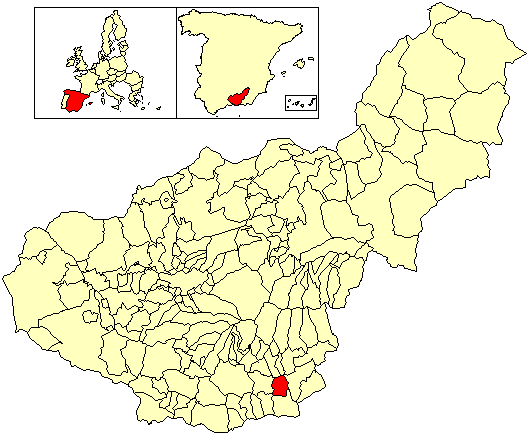
Розташування муніципалітету у провінції Гранада